# Zlatná na Ostrove
Zlatná na Ostrove (węg. Csallóközaranyos) – wieś i gmina (obec) w powiecie Komárno w kraju nitrzańskim na Nizinie Naddunajskiej na Słowacji.